# Lehmbruch (Wuppertal)
Lehmbruch ist eine Ortslage im Norden der bergischen Großstadt Wuppertal.

## Lage und Beschreibung
Die Ortslage liegt auf einer Höhe von 241 m ü. NHN in der Nähe der Hainstraße in der Mitte des Wohnquartiers Nevigeser Straße im Stadtbezirk Uellendahl-Katernberg. Benachbarte Ortslagen sind Am Anschlag, Holländische Heide, Schützenhof, Eschenbeek, Am Bredtchen, Dreckloch und Kuckelsberg.
Nördlich der Ortslage befindet sich der Friedhof Bredtchen.
Etymologisch lässt ‚Lehm‘ (oder ‚Leim‘) auf die Bodenbeschaffenheit schließen, ‚Bruch‘ (auch ‚Broich‘ oder ‚Brok‘) bedeutet eine feuchte Wiese, Moorboden oder Sumpf.

## Geschichte
1832 gehörte Lehmbruch zur Mirker Rotte des ländlichen Außenbezirks des Kirchspiels und der Stadt Elberfeld. Der laut der Statistik und Topographie des Regierungsbezirks Düsseldorf ebenfalls als Handwerkerwohnung kategorisierte Ort wurde als Im Leimbruch bezeichnet und besaß zu dieser Zeit zwei Wohnhäuser und zwei landwirtschaftliche Gebäude. Zu dieser Zeit lebten 37 Einwohner im Ort, davon 13 katholischen und 24 evangelischen Glaubens.
Im Adressbuch von 1850 und 1858 ist Ortslage als Im Lehmbruch notiert, im Übersichtsplan Elberfeld von 1872 als Leimbruch. In den Adressbüchern 1864, 1868/70 als Lehmbruch und ab 1875 Im Lehmbruch. Wann genau die Straße Im Lehmbruch ihren Namen erhalten hatte, ist nicht bekannt.
Historische Bausubstanz ist 2012 nicht mehr vorhanden, zwischen 2001 und 2005 wurden ältere Gebäude nieder gelegt und ein Neubaugebiet mit rund 30 Einfamilienhäusern wurde in den 2000er Jahren von der Straße Im Lehmbruch erschlossen.